# Marzling
Marzling település Németországban, azon belül Bajorországban. Lakosainak száma 3311 fő (2023. december 31.). Marzling Zolling, Langenbach, Freising, Eitting és Oberding községekkel határos.

## Népesség
A település népessége az elmúlt években az alábbi módon változott:
| Lakosok száma | 441  | 931  | 1420 | 1871 | 3031 | 3142 | 3233 | 3231 | 3237 | 3311 |
|               | 1875 | 1950 | 1975 | 1987 | 2012 | 2014 | 2016 | 2017 | 2021 | 2023 |